# Brûni Heinke
Pour les articles homonymes, voir Heinke (homonymie).
Brûni Heinke, née Brunhilde Margot Heinke le 23 septembre 1940 à Rotterdam, et morte le 7 mars 2025, est une actrice néerlandaise.

## Filmographie

### Cinéma, téléfilms et théâtre
- 1966 :Tim Tatoe: Inemien
- 1969 : Floris
- 1971 : Blue Movie (nl)
- 1975 : Hé... mag ik mijn echtgenote terug?
- 1977 : Le Choix du destin (Soldaat van Oranje) de Paul Verhoeven : SD-agente
- 1978 : Dagboek van een herdershond (nl) : Miete van der Schoor
- 1980 : Spetters
- 1981 : Ik ben Joep Meloen (nl)
- 1983 : Dikke Vrienden : Kitty Dekkers
- 1983 : Herenstraat 10 (nl) : Sylvia
- 1983 : De ware Jacob
- 1984 : Lief zijn voor elkaar
- 1987 : De Ep Oorklep Show (nl) : Ruziende Echtgenote
- 1987 : Moordspel (nl) : Suzanne de Rooy
- 1989 : Den Haag vandaag (nl) : Klucht
- 1989-1990 : Laat maar zitten (nl) : La secrétaire
- 1991 : Pappie hier ben ik
- 1992-1998 : Goede tijden, slechte tijden : Helen Helmink
- 1998 : Goede tijden, slechte tijden: De reünie (nl): Helen Helmink
- 2000 : Westenwind (nl) : La notaire
- 2006 : Jardins secrets
- 2007-2008 : Koning van de Maas: Willemijn
- 2013 : Malaika (nl) : Mevrouw Bruins
- 2018 : Centraal Medisch Centrum (nl) : La patiente